# Afimico Pululu
Afimico Pululu (sinh ngày 23 tháng 3 năm 1999) là một cầu thủ bóng đá người Angola thi đấu ở vị trí tiền đạo cho FC Basel.

## Sự nghiệp câu lạc bộ
Anh ra mắt tại Giải bóng đá vô địch quốc gia Thụy Sĩ cho FC Basel vào ngày 20 tháng 8 năm 2017 trong trận đấu trước FC Lugano.